# 夕月 (駆逐艦)
夕月（ゆうづき/ゆふづき）は、大日本帝国海軍の駆逐艦。睦月型駆逐艦の12番艦。

## 概要
日本海軍が藤永田造船所で建造した駆逐艦で、1927年（昭和2年）7月に竣工した。竣工時の艦名は第34号駆逐艦。太平洋戦争開戦時、引きつづき第二航空戦隊（司令官山口多聞少将）麾下の第23駆逐隊に所属していたが、空母蒼龍と飛龍は真珠湾攻撃に参加し、23駆は南洋部隊（指揮官：第四艦隊司令長官井上成美中将）に編入されてグアム島攻略作戦に従事した。その後も南洋部隊の指揮下でラバウル攻略戦等に従事した。
1942年（昭和17年）5月4日、ツラギ島攻略作戦従事中に空母ヨークタウン艦上機の攻撃で夕月は小破、姉妹艦菊月が沈没する。
応急修理後、ギルバート諸島攻略作戦に従事した。同作戦中の5月12日、敷設艦沖島がブカ島で潜水艦の雷撃により沈没すると、夕月は臨時の第十九戦隊（司令官志摩清英少将）旗艦となった。
5月25日、第23駆逐隊は解隊され、夕月は第29駆逐隊に所属した。
7月10日、第六水雷戦隊の解隊にともない第29駆逐隊は第二海上護衛隊に編入された。しばらくソロモン諸島やパプアニューギニアでの作戦に従事したあと、夕月は内南洋方面における船団護衛任務に従事した。
1943年（昭和18年）4月1日、第29駆逐隊は解隊された。夕月は従来どおり第二海上護衛隊として、中部太平洋方面での船団護衛任務に従事した。
同年11月30日、夕月は第三水雷戦隊麾下の第30駆逐隊に編入された。
1944年（昭和19年）2月、ラバウルに進出し、姉妹艦水無月と共に同方面における最後の駆逐艦輸送作戦（鼠輸送）を実施した。3月10日より、中部太平洋方面部隊に編入される。
4月28日、パラオ方面輸送作戦中に軽巡洋艦夕張が米潜水艦の雷撃で沈没し、夕月は臨時の第三水雷戦隊旗艦となった。7月初旬には駆逐艦皐月や清霜と共に、横須賀～硫黄島輸送をおこなった。
同時期、第三水雷戦隊司令部がサイパン島地上戦で玉砕すると、日本海軍は三水戦の残余戦力を元に8月20日付で第三十一戦隊を編制した。夕月も僚艦や大鷹型航空母艦などと共に、船団護衛任務に従事した。
同年12月、第30駆逐隊（夕月、卯月）は多号作戦に投入される。12月13日、夕月はパナイ島沖で空襲を受けて大破、沈没した。前日に姉妹艦卯月も沈没しており、睦月型全12隻は太平洋戦争中に全て失われた。

## 艦歴

### 太平洋戦争開戦まで
1925年（大正14年）11月27日、藤永田造船所で起工した。12月18日に第34号駆逐艦と命名され、一等駆逐艦に類別された。
1926年（大正15年）9月、藤永田造船所は第34号駆逐艦竣工の延期を海軍に願い出た。
1927年（昭和2年）1月31日、船体に不具合が見つかったため、藤永田造船所は進水日予定日（2月18日）の変更を要請した。3月4日、呉鎮守府司令長官谷口尚真中将が臨席して進水する。
7月25日に竣工して佐世保鎮守府に配属され、第32号駆逐艦（三日月）と第23駆逐隊を編制した。
第23駆逐隊は12月1日、第31-34号駆逐艦（菊月、三日月、望月、夕月）の4隻で第二水雷戦隊に所属した。1928年（昭和3年）8月1日、第34号駆逐艦は夕月と改名された。
1931年（昭和6年）12月1日の艦隊編制で、第23駆逐隊は第一艦隊・第一水雷戦隊に所属した。1932年（昭和7年）2月、第一水雷戦隊は臨時に第三艦隊に所属し、第一次上海事変が起きた中国大陸沿岸に進出、艦砲射撃や船団護衛任務に従事した。
3月24日に停戦協定が成立し、第一水雷戦隊は内地に帰投した。
7月4日夜、夕月は標的曳航艦として演習に参加中に標的と衝突してスクリューを破損、横須賀に回航された。
1934年（昭和9年）11月15日、第23駆逐隊は佐世保警備戦隊に配属された。
1936年（昭和11年）8月13日夜、第23駆逐隊が豊後水道方面で演習中に夕月と三日月が衝突した。2隻は呉で修理を行った。
1937年（昭和12年）7月28日、第23駆逐隊は佐世保警備戦隊から除かれた。
この頃盧溝橋事件が発生し、第二次上海事変に発展した。夕月は8月1-9日まで第三水雷戦隊（司令官近藤英次郎少将）旗艦を務めた。14日、第三水雷戦隊は佐世保を出撃、揚子江方面に進出して支那事変に対応した。さらに第五艦隊の指揮下で、中支、南支方面で活動した。
1938年（昭和13年）10月22日、中国大陸珠江湾で夕月は金華丸（商船）と衝突。応急修理した後、馬公市を経て11月13日に佐世保に着いた。
11月15日から第三予備艦となった。12月15日、夕月は第30駆逐隊に編入され、睦月型4隻（夕月、如月、弥生、卯月）を揃えた。
1939年（昭和14年）11月15日、夕月は第23駆逐隊に編入され、23駆は睦月型4隻（菊月、三日月、卯月、夕月）となった。
1940年（昭和15年）5月1日に第4予備駆逐艦となり、第23駆逐隊から外れた。10月15日、夕月は再び第23駆逐隊に編入され、駆逐艦3隻（菊月、卯月、夕月）を揃えた。

### 第二航空戦隊
1940年（昭和15年）11月15日、日本海軍は第23駆逐隊を空母2隻（蒼龍、飛龍）の第二航空戦隊（司令官山口多聞少将）に編入した。1941年（昭和16年）1月、第二航空戦隊は第二遣支艦隊の指揮下に入った。二航戦（空母〈蒼龍、飛龍〉、第23駆逐隊〈菊月、卯月、夕月〉）はS作戦部隊に配備され、インドシナ方面で行動した。同作戦中、夕月は蒼龍と衝突して損傷した。
4月10日、日本海軍は第一航空艦隊を編制した。第二航空戦隊も一航艦に組み込まれた。
7月10日以降、二航戦（蒼龍、飛龍、第23駆逐隊）はふたたび支那方面艦隊の指揮下に入り、南部仏印進駐作戦に参加した。
8月、第二航空戦隊は佐世保に戻った。
8月下旬から10月初旬にかけて、第23駆逐隊（卯月、菊月、夕月）は佐世保海軍工廠で開戦に備えた準備工事をおこなう。修理中の9月15日、橘広太少佐が夕月駆逐艦長に任命された。
なお第二航空戦隊のうち空母2隻（蒼龍、飛龍）は真珠湾攻撃のため機動部隊に編入されたが、第23駆逐隊はハワイ作戦には参加していない。
11月7日、第二十一駆逐隊は南洋部隊に編入。
11月21日付の南洋部隊の兵力部署で第二十三駆逐隊は敷設艦「津軽」などとともにグァム島攻略部隊となり、開戦後はグアム島攻略に従事することとなった。第二十三駆逐隊は11月18日に呉を発し、陸軍輸送船を護衛して母島へ向かった。
12月4日、グァム島攻略部隊は母島を出撃した。

### 太平洋戦争緒戦
1941年（昭和16年）12月8日の開戦時、第23駆逐隊（夕月、卯月、菊月）は敷設艦津軽、駆逐艦朧、特設水上機母艦聖川丸、陸軍輸送船団と共にグアム島攻略作戦に従事した。
12月中旬、ハワイ攻撃を終えた南雲機動部隊は、マリアナ諸島北方を通過して内地に向かうことになった。12月18日、南洋部隊は麾下艦艇・部隊に担当海面の対潜掃蕩と哨戒を命じ、第23駆逐隊（菊月、夕月、卯月）は機動部隊予定航路の対潜掃蕩を実施した。
1942年（昭和17年）1月31日、第23駆逐隊司令に鳥居威美中佐が就いた。第23駆逐隊（夕月、菊月、卯月）は南洋部隊各部隊と行動を共にし、ラバウル攻略作戦、ラエ・サラモア、アドミラルティ諸島など、南東方面における各攻略作戦に参加した。
4月10日、第23駆逐隊は第六水雷戦隊（司令官梶岡定道少将）に編入され、ポートモレスビー攻略作戦に備えた。23日、第23駆逐隊は敷設艦沖島を護衛してトラック泊地を出撃、ラバウルへ進出した。沖島と第23駆逐隊の2隻（夕月、菊月）などでツラギ攻略部隊（指揮官：第十九戦隊司令官志摩清英少将）が編成され、29-30日にラバウルを出撃、5月3日にフロリダ諸島のツラギ島を占領した。
5月4日、フランク・J・フレッチャー提督ひきいる米軍第17任務部隊の空母ヨークタウン (USS Yorktown, CV-5) より攻撃隊が発進、ツラギの日本軍攻略部隊を襲撃した。夕月と菊月は沖島に横付けして燃料を補給中で、空襲を受けた夕月では橘艦長が戦死、多数の死傷者を出した。アメリカ側記録では、ヨークタウンの第42戦闘飛行隊（VF42）が雷撃隊掩護のためにツラギ上空に進出している。夕月に機銃掃射を浴びせたのは、4機のF4Fワイルドキャット戦闘機だった。また菊月は直撃弾を受けて座礁、菊月航海長が指揮をとって保全につとめたが、6日になって放棄された。第23駆逐隊司令と、菊月艦長の森幸吉少佐ら生存者は夕月に移乗した。橘（夕月艦長）の戦死にともない、森少佐（菊月艦長）が夕月艦長に転じた。夕月と沖島はラバウルに戻った。
10日夕刻、ナウル島・オーシャン島攻略部隊に卯月を加え、攻略部隊はラバウルを出撃した。11日早朝、沖島が米潜水艦S-42に雷撃されて大破した。夕月と卯月は爆雷攻撃でS-42を損傷させた。救援部隊が到着して救難作業をおこなうが、沖島は沈没した。夕月は臨時の第十九戦隊旗艦となったが、攻略作戦は結局中止された。
15日、森少佐（元菊月駆逐艦長）が正式に夕月駆逐艦長となった。19日、攻略部隊はトラック泊地に帰投した。夕月と卯月は佐世保で修理することになり、21日にトラック泊地を出発した。5月25日、日本海軍は第23駆逐隊を解隊し、夕月は第六水雷戦隊麾下の第29駆逐隊に、卯月も同水戦麾下の第30駆逐隊に編入された。29駆は駆逐艦4隻（追風、朝凪、夕凪、夕月）編制となった。鳥居中佐が第29駆逐隊司令となった。
夕月と卯月は5月28日に内地へ帰投した。夕月は第二日新丸を護衛して6月16日に佐世保を出発、サイパン島を経由して25日トラック泊地に進出した。その後、南洋部隊僚艦とともに、ガダルカナル島に飛行場を建設する輸送船団の護衛任務に就いた。7月6日、護衛隊（夕張、追風、卯月、夕月）と輸送船団はガダルカナル島への揚陸に成功した。

### 護衛・輸送任務
1942年（昭和17年）7月10日の艦隊再編で第六水雷戦隊は解隊され、夕張、第29駆逐隊、第30駆逐隊は第二海上護衛隊に編入された。同日付で夕月駆逐艦長は、小山田正一大尉に交代した。このうち第30駆逐隊は新編の第八艦隊（7月14日編制、司令長官三川軍一中将）へ転籍している。夕張、第29駆逐隊、第30駆逐隊は、引き続きソロモン諸島やニューギニア方面での作戦に従事した。
20日、第29駆逐隊は第十八戦隊（天龍、龍田）、敷設艦津軽、輸送船団と共にラバウルを出発、21-22日にかけてブナ（パプアニューギニア）に揚陸した。空襲で綾戸山丸が座礁したが、他の艦は24日までにラバウルへ帰投した。27日、龍田と夕月、第32駆潜隊、輸送船2隻（良洋丸、広徳丸）で第二次ブナ輸送が行われたが、29日にポートモレスビーからの空襲で2隻は沈没し、護衛した艦は8月1日までにラバウルに戻った。
8月6日、護衛隊（龍田、卯月、夕月、駆潜艇2隻）と輸送船3隻（南海丸、幾内丸、乾陽丸）はラバウルを出撃、ブナへ向かった。7日に米軍がガダルカナル島とフロリダ諸島に上陸し、ガダルカナル島の戦いがはじまる。艦隊は混乱したが、9日ラバウルに帰投した。
つづいて第29駆逐隊の2隻（追風、夕月）はラバウルを出撃、ガダルカナル島のルンガ泊地に突入した。ガ島の日本軍残留守備隊と連絡を取ろうとしたが、応答はなかった。追風と夕月はガダルカナル島ヘンダーソン飛行場に艦砲射撃をおこない、ラバウルに引き揚げた。
17日、護衛隊（天龍、夕月、駆潜艇2隻）と共に輸送船（和浦丸、良洋丸、乾洋丸）を護衛し、ラバウルを出発する。18日にブナ西方のバサブアに揚陸に成功し、21日までにラバウルへ帰投した。夕張と第29駆逐隊は8月下旬までソロモン方面の作戦に従事し、以降は内南洋方面での任務についた。
1943年（昭和18年）1月2日、夕月は横須賀に帰投した。修理と整備をおこなう。2月17日に横須賀を出発、再び船団護衛任務に就いた。
3月6日、「夕月」が護衛中の輸送船「桐葉丸」と「水戸丸」が被雷し、「桐葉丸」は沈没した。「桐葉丸」を撃沈したのは、アメリカ潜水艦「トライトン (USS Triton, SS-201) 」であった。「夕月による砲撃と爆雷攻撃で、敵潜水艦1隻を撃沈」と記録されているが、トライトンは生き延びていた。
4月1日、第29駆逐隊は解隊された。任務に変更はなく、従来どおり第二海上護衛隊として船団護衛任務に従事した。
4月3日、「夕月」護衛中の「有馬丸」がパラオの北130浬でアメリカ潜水艦「ハダック」の攻撃を受けて被雷し、翌日沈没した。「夕月」は爆雷攻撃を行い、「ハダック」に損傷を与えた。
10月、夕月駆逐艦長は松本正平少佐に交代した。
11月4 - 8日、夕月と駆潜艇29号はクェゼリン環礁からトラック泊地へ戻る練習巡洋艦鹿島を護衛した。
14日、夕月は海防艦福江、駆潜艇10号と共に輸送船4隻（北江丸、鵜戸丸、日鉱丸、地洋丸）を護衛する第4111船団部隊を結成、横須賀に向けトラックを出発した。19日、アメリカ潜水艦「ハーダー」の攻撃で鵜戸丸が沈没、北江丸が大破した。福江と地洋丸、駆潜艇10号は父島へ先行、夕月は北江丸を曳航するが船体が切断し中断、警戒中に日没となり日鉱丸を見失った。
22日、北江丸護衛を第46号哨戒艇にひきつぎ、23日朝になって父島に到着した。午後、行方不明の日鉱丸を捜索しながら北上したが発見できず、25日に横須賀に到着した。北江丸は沈没し、日鉱丸も沈没と認定された。
11月30日、夕月は第二海上護衛隊から除かれ、第三水雷戦隊（司令官中川浩少将）麾下の第30駆逐隊（駆逐隊司令澤村成二大佐）に編入された。12月上旬から下旬まで石川島造船所で修理と整備をおこなう。工事内容は、主砲と魚雷の一部撤去、レーダーの整備、機銃と対潜兵器の増強など。28日、横須賀に戻って残工事をおこなう。

### 昭和19年
1944年（昭和19年）1月22日に修理が終わり、訓練を行った。2月3日、夕月は横須賀を出発、途中から特設運送船りおでじゃねろ丸を護衛して11日トラック泊地に到着した。12日、補給用の弾薬・燃料・人員を搭載した夕月と姉妹艦水無月は輸送船団を護衛しトラック泊地を出発、17日ラバウルに到着した。この日は米軍機動部隊によるトラック島空襲が実施され、日本海軍は大損害を受ける。航空兵力再建のため、連合艦隊はラバウル所在航空部隊を内南洋方面に後退させた。第三水雷戦隊司令部（司令官中川浩少将）は将旗をラバウル陸上から「夕月」に移す。20日、夕月（第三水雷戦隊旗艦）と水無月はニューブリテン島中部ガブブへの輸送を実施する。揚搭後はラバウルに戻らず、パラオに向かった（24日到着）。これが南東方面における最後の駆逐艦輸送になった。
3月10日、第三水雷戦隊および駆逐艦3隻（松風、秋風、夕凪）は中部太平洋方面部隊（指揮官南雲忠一中部太平洋方面艦隊司令長官）の指揮下に入り、襲撃部隊は解消した。また第四艦隊（司令長官原忠一中将、参謀長有馬馨少将）も中部太平洋方面部隊の麾下となり、第三水雷戦隊は内南洋方面部隊（指揮官原忠一中将、第四艦隊司令長官）の護衛部隊として、船団護衛や対潜掃蕩任務に協力した。夕月は内南洋方面の船団護衛任務に従事した。
4月上旬、夕月と水無月はメレヨン島に向かう輸送船3隻（南洋第五支隊）を護衛してサイパン島を出撃する。だがアメリカ潜水艦「シーホース」の雷撃で輸送船「新玉丸」が沈没、「木津川丸」が大破する。グァム島に避退したのち、4月12日に輸送船「松江丸」と共にメレヨン島に到着した。
続いてパラオのソンソロール島・メリル島・トコベイ島に兵士約1000名と物資500トンを輸送することになり、軽巡2隻（夕張、鬼怒）、駆逐艦3隻（夕月、浦波、五月雨）、第149号特設輸送艦が参加した。4月19日、夕月と五月雨はサイパン島に到着、三水戦旗艦は夕張に移った。
4月23日、各艦（夕張、夕月、鬼怒、五月雨）はサイパンを出発、25日パラオに到着した。夕月の機関が故障したため編成を変更し、夕月と夕張がソンソロール島への輸送を担当した。26日に出港、27日朝に揚陸に成功し帰路についた。同日午前10時頃、同島近海で哨戒中だったアメリカ潜水艦「ブルーギル」は最初に夕月を狙ったあと、つづいて夕張に目標を変更した。ブルーギルは魚雷6本を発射し、魚雷1本（米軍記録3本）が夕張に命中した。夕月は爆雷で攻撃し、ブルーギルを追い払った。五月雨は夕張の曳航を試みたが成功せず、夕張は28日朝に沈没した。第三水雷戦隊司令部と夕張生存者は夕月に移動した。29日、夕月と第149号特設輸送艦はパラオに到着する。その後、第三水雷戦隊司令部はサイパンに上陸し、軽巡洋艦名取の到着を待った。
5月1日、第30駆逐隊に駆逐艦2隻（秋風、松風）が編入され、30駆は4隻（夕月、卯月、秋風、松風）編制となった。
5月中旬、夕月は第4517船団を護衛して内地に戻ることになった。5月22日、第4517船団部隊（護衛隊〈朝凪、夕月、ほか5隻〉、加入船舶9隻）はサイパンを出港する。
5月22日、アメリカ潜水艦「ポラック」の雷撃で朝凪が沈没する。夕月は探信儀停止中で、敵潜を探知できなかった。司令部職員や朝凪生存者は第二十四号海防艦に移乗した。その後の第4517船団部隊に被害はなく、24日東京湾に到着した。5月29日から6月20日まで、佐世保で修理と整備をおこなった。

6月22日、佐世保での修理を終えた駆逐艦2隻（夕月、汐風）は同地を出発、24日横須賀に到着した。
6月下旬、日本海軍はサイパン島の戦いにともない、サイパン島や小笠原諸島への緊急輸送作戦を計画した。第十一水雷戦隊司令官高間完少将を指揮官とする伊号輸送部隊が編成され、夕月も編入された。6月28日、護衛隊は輸送船能登丸を護衛して横須賀を出発、小笠原諸島父島を目指す。
7月1日午前中、第21駆逐隊（若葉、初春）と夕月、第百一号型輸送艦3隻は父島に到着した。
2日には、夕月や皐月など、一部艦艇が硫黄島まで進出した。
3日、伊号作戦輸送部隊（第一次）は編成を解かれた。
4日、皐月と夕月は伊号輸送作戦に従事していた夕雲型駆逐艦清霜（駆逐艦長：宮崎勇少佐）の指揮下に入り、輸送船を護衛して東京湾に戻ることになった。だが米軍機動部隊艦上機による空襲で、皐月が若干の被害をうけた。
5日、各艦は東京湾に戻った。
7月12日、夕月と皐月は重巡洋艦摩耶を護衛して横須賀を出発、内海西部にむかった。13日、呉に到着した。
7月17日、睦月型3隻（夕月、卯月、皐月）は、海防艦満珠や駆潜艇と共に機動部隊燃料補給部隊を護衛して呉を出発、マニラを経由して、8月1日シンガポールに到着した。リンガ泊地で3隻そろって訓練をおこなう。第七戦隊司令官（旗艦熊野）が訓練を指導し、射撃曳的艦は秋月型駆逐艦若月であった。夕雲型駆逐艦秋霜が訓練をおこなう際には、睦月型3隻より見学者が秋霜に赴いた。
8月10日、護衛艦（夕月、卯月、皐月、満珠）はタンカー（日栄丸、良栄丸、興川丸）を護衛してシンガポールを出発したが、途中でタンカー興川丸が故障し、皐月は同艦を護衛してシンガポールに引き返した。護衛艦（夕月、卯月、満珠）は引き続き補給部隊（日栄丸、良栄丸）を護衛し、澎湖諸島馬公を経由、21日呉にもどった。

### 第三十一戦隊
7月上旬、第三水雷戦隊司令部（司令官中川浩少将）はサイパン島地上戦において日本軍守備隊と共に玉砕した。第三水雷戦隊は7月18日附で連合艦隊付属となった。
8月20日、日本海軍は第三十一戦隊（司令官江戸兵太郎少将、旗艦「五十鈴」）を編制する。第30駆逐隊も第三十一戦隊に所属した。同日付で駆逐艦2隻（皐月、夕凪）が第30駆逐隊に編入され、同隊は駆逐艦5隻（卯月、夕月、秋風、皐月、夕凪）となった。
8月25日、夕凪がアメリカ潜水艦「ピクーダ」に撃沈された（10月10日附で除籍）。
9月上旬にヒ75船団（指揮官、第八護衛船団司令官佐藤勉少将）が編成され、空母神鷹、駆逐艦2隻（夕月、卯月）、海防艦3隻（三宅、満珠、干珠）が護衛し、水上機母艦〈秋津洲〉、特設巡洋艦〈西貢丸〉、特設運送艦〈浅間丸〉、タンカー〈雄鳳丸、良栄丸、日栄丸、万栄丸、あまと丸、東邦丸、せりあ丸〉が配属された。
8日、ヒ75船団部隊は門司を出撃する。
12日、台湾基隆市に向かう浅間丸が分離した。
13日、ヒ75船団部隊は台湾高雄市に到着した。14日、新たな船舶が船団部隊に加わり、同地を出発する。17日、4隻（夕月、卯月、秋津洲、西貢丸）はシンガポールへ向かうヒ75船団部隊から分離し、マニラへ向かった。夕刻、秋風が加わった。18日午前、アメリカ潜水艦「フラッシャー」の雷撃で西貢丸が轟沈する。護衛隊（夕月、卯月、秋風）は生存者の捜索と爆雷攻撃を行い、秋津洲は単艦でマニラに先行した。
護衛3隻は9月19日マニラに到着し、21日にマタ27船団を護衛して出港した。合流予定だった皐月は、マニラで空襲を受け沈没してしまう。第30駆逐隊は駆逐艦3隻（夕月、卯月、秋風）となった。同日夕、機関故障で速力5ノット以下の安土山丸を分離。22日、アメリカ潜水艦「レイポン」の雷撃で順源丸が沈没した。残る船団は高雄に立ち寄り、第30駆逐隊3隻は30日佐世保に帰投した。同地で修理と整備をおこなう。
夕月と卯月は10月17日に佐世保を出発、練習巡洋艦鹿島による第二航空艦隊むけ輸送（呉～鹿児島～高雄市）を護衛し、26日佐世保に戻った。
その頃、空母隼鷹は特攻兵器震洋や空挺部隊、さらに栗田艦隊向け弾薬を南方へ輸送することになった。30日、隼鷹艦長指揮下の輸送部隊（空母〈隼鷹〉、軽巡〈木曾〉、駆逐艦〈秋風、夕月、卯月〉）は佐世保を出港した。馬公を出港後の11月3日、待ち受けていたアメリカ潜水艦「ピンタド」が隼鷹を雷撃し、これが秋風に命中して同艦は轟沈した。夕月が救援に向かったが、生存者は見つからなかった。
隼鷹隊は11月6日ブルネイに到着し、夕月は戦艦榛名に、卯月は戦艦金剛に横付して燃料を補給する。8日、隼鷹隊は重巡利根を加えて出港した。11月10日-11日、隼鷹隊はマニラに到着した。同地で木曾は隼鷹隊から外され、沈没した軽巡阿武隈の代艦として第一水雷戦隊（司令官木村昌福少将）旗艦予定となる。隼鷹隊には駆逐艦時雨が加わり、呉に向かった。
内地帰投中の隼鷹隊は途中で米潜水艦に襲撃されたが被害はなく、内地に帰投した。17日、30駆は呉に到着した。
呉で修理後、第30駆逐隊（夕月、卯月）はヒ83船団の護衛に従事した。夕月は第933海軍航空隊の基地員と物件を搭載していた。
山口県六連島を11月26日に出発、貨物船5隻、タンカー3隻他2隻を、空母海鷹、駆逐艦5隻（檜、樅、榧、夕月、卯月）、海防艦複数隻で護衛した。馬公出発後、夕月と卯月は航行不能の駆逐艦春風の救援と曳航に協力した。

### 沈没
第30駆逐隊（夕月、卯月）はマニラに進出後、フィリピン南部レイテ島のオルモックに増援兵力に輸送する第九次多号作戦（指揮官、第30駆逐隊司令澤村成二大佐）に投入された（詳細な編制は多号作戦参照）。部隊指揮官は第30駆逐隊司令となった。兵員4400名などを輸送するため、駆逐艦3隻（夕月、卯月、桐）、駆潜艇2隻（17号、37号）、輸送船3隻、輸送艦3隻は、12月9日午後2時にマニラを出港した。第9号輸送艦は甲標的のセブ島輸送を担当し、途中まで同行した。輸送部隊は11日にレイテ島北で空襲を受け、輸送船2隻（たすまにや丸、美濃丸）が沈没した。卯月と駆潜艇2隻は救助と輸送船空知丸の護衛を行い、4隻（夕月、桐、輸送艦140号、159号）はオルモック湾へ向かった。
同日午後9時30分、夕月と桐、140号・159号はオルモック湾で揚陸を始めたが、米軍の補給船団と護衛の大型駆逐艦5隻と遭遇した。12日午前0時過ぎに駆逐艦コールドウェルやコグランと交戦したが、双方に被害はなかった。午前2時、夕月と桐は湾外に出たが、夕月は揚陸作業中の輸送艦を掩護するためオルモック湾に戻った。第159号は陸上からの砲撃で着底した。夕月は第140号と合流して同湾を脱出し、昼に桐も合流した。
同12日夕刻、マニラに帰投中の3隻は、P-38ライトニングとF4Uコルセア戦闘機に襲撃された。夕月は機関部に爆弾2発が命中して火災発生、航行不能となり、乗員は桐と第140号輸送艦に移った。第30駆逐隊司令は桐に移動した。桐は夕月を砲撃で処分しようとしたが、すぐに沈まなかったという。午後8時27分、夕月はパナイ島東方のシブヤン海で沈没した。
卯月は魚雷艇の攻撃で12日未明に沈没しており、夕月を最後に睦月型駆逐艦12隻はすべて沈没した。夕月乗組員181名は海軍陸戦隊に編入され、マニラ市街戦やフィリピン地上戦で多数が戦死した。
1945年（昭和20年）1月10日、夕月と卯月は帝国駆逐艦籍から除籍、第30駆逐隊も解隊された。

## 歴代艦長
※脚注なきかぎり『艦長たちの軍艦史』261-262頁による。

### 艤装員長
1. 穂本繁治 中佐：1927年2月15日[309] - 1927年7月25日[310]

### 艦長
1. 穂本繁治 中佐：1927年7月25日[310] - 1928年12月10日[311]
2. 境澄信 中佐：1928年12月10日[311] - 1929年9月29日[312]
3. 池田久雄 少佐：1929年9月29日[312] - 1930年3月8日[313]
4. 勝野実 少佐：1930年3月8日[313] - 1931年12月1日[314]
5. 森下信衛 少佐：1931年12月1日[314] - 1933年11月1日[315]
6. 伊集院松治 少佐：1933年11月1日[315] - 1934年11月1日[316]
7. （兼）戸村清 大尉：1934年11月1日[316] - 1935年10月31日[317]
8. 脇田喜一郎 少佐：1935年10月31日[317] - 1936年7月22日[318]
9. 由川周吉少佐 :不詳（着任1936年7月25日）[319] - 不詳（退艦1936年10月31日）[320]
10. 大田春男 少佐：1936年11月2日[321] - 1937年6月1日[322]
11. 藤田勇 少佐：1937年6月1日[322] - 1938年11月25日[323]
12. （兼）小倉正身 少佐：1938年11月25日[323] - 1938年12月15日[324]
13. 佐間英邇 少佐：1938年12月15日[324] - 1940年5月1日[325]（以後艦長の発令なし）
14. 竹内一 少佐：1940年10月15日[326] - 1941年9月15日[78]
15. 橘広太 少佐：1941年9月15日[78] - 1942年5月4日（戦死）
16. 森幸吉 少佐：1942年5月15日[109] - 1942年7月10日[121]
17. 小山田正一 大尉：1942年7月10日[121] - 1943年10月20日[143]
18. 松本正平 少佐：1943年10月20日[143] - 1944年12月15日[327]